# 도미니카 공화국 농구 국가대표팀
도미니카 공화국 농구 국가대표팀은 도미니카 공화국의 농구 대표팀이다. 올림픽 농구 본선 경험은 전무하며 FIBA 농구 월드컵 본선에는 3번 출전하여 2014년 대회와 2019년 대회에서 16강에 올랐고 FIBA 아메리컵에는 13번 출전하여 2011년 대회에서 동메달을 획득했으며 팬아메리칸 게임에는 6번 출전하여 2003년 대회에서 은메달을 획득했다. 그리고 센트로바스켓에는 22번 출전하여 금메달 3개, 은메달 3개, 동메달 5개를 수확했다.

## 주요 선수
- 프란시스코 가르시아 (휴스턴 로키츠)